# Fundusz Sprawiedliwości

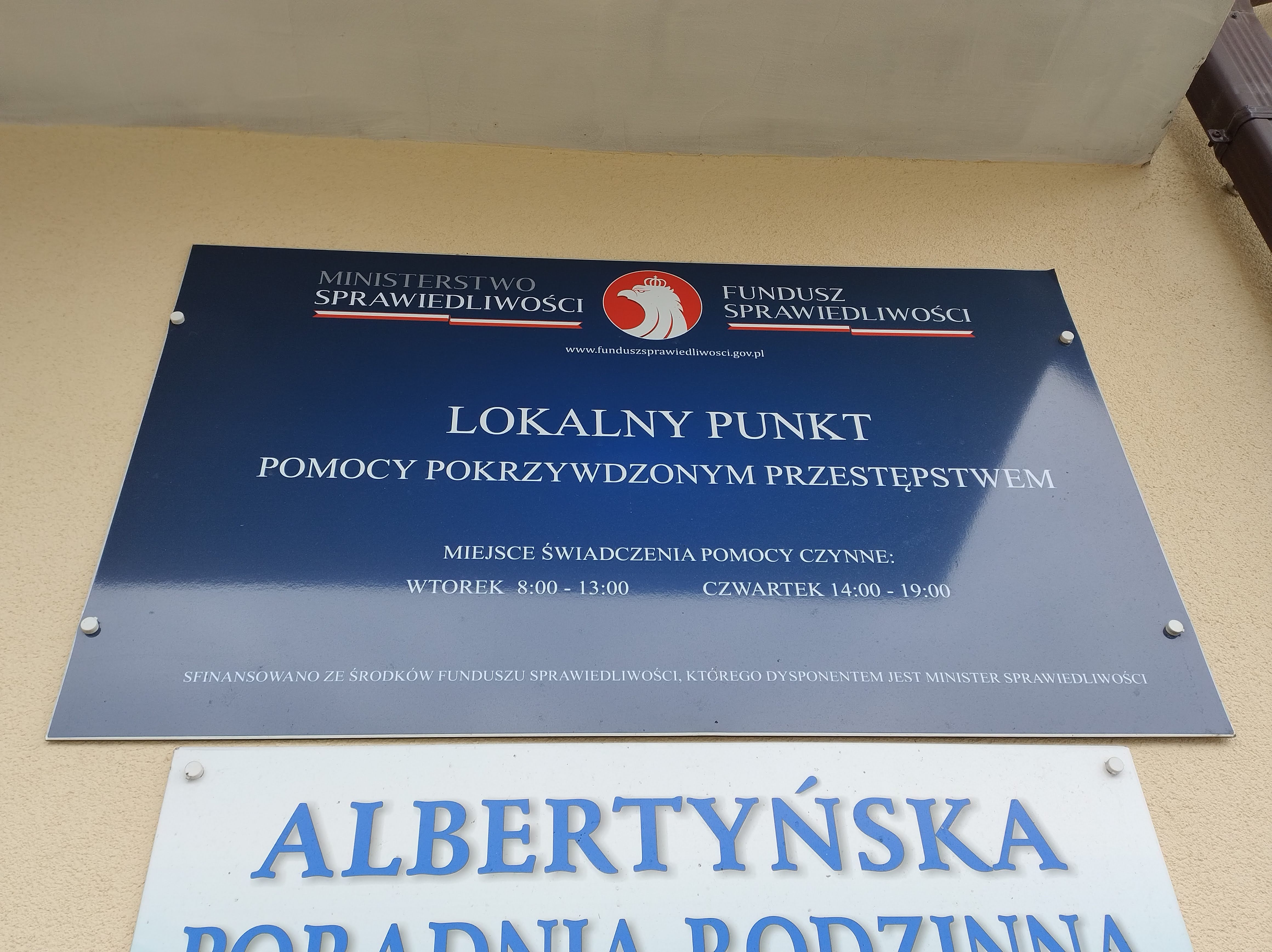
Lokalny Punkt Pomocy Pokrzywdzonym Przestępstwem sfinansowany ze środków funduszu

Fundusz Sprawiedliwości – państwowy fundusz celowy Ministerstwa Sprawiedliwości utworzony na podstawie art. 43 Kodeksu karnego wykonawczego z 1997 roku, pierwotnie pod nazwą Fundusz Pomocy Pokrzywdzonym oraz Pomocy Postpenitencjarnej. Jego zadaniem była pomoc pokrzywdzonym i świadkom, przeciwdziałanie przestępczości, a także udzielanie pomocy osobom pozbawionym wolności, zwalnianym z zakładów karnych i aresztów śledczych oraz osobom im najbliższym.
W lipcu 2017 roku zmieniono przepisy Kodeksu karnego wykonawczego dotyczące zakresu wydatkowania pieniędzy z funduszu. Katalog zadań poszerzono między innymi o takie zadania jak „przeciwdziałanie przyczynom przestępczości”, „podejmowanie przedsięwzięć o charakterze edukacyjnym i informacyjnym”, „promowanie systemu pomocy osobom pokrzywdzonym" oraz „upowszechnianie wiedzy na temat praw osób pokrzywdzonych”.
Rozszerzono również katalog podmiotów, które mogły ubiegać się o pieniądze z funduszu. Do tej pory fundusz mógł udzielać wsparcia finansowego tylko fundacjom i stowarzyszeniom, po zmianach mógł także finansować jednostki sektora finansów publicznych – czyli np. organy administracji rządowej, sądy, samorządy, agencje rządowe, uczelnie, szpitale, ochotnicze straże pożarne. Od 2017 roku fundusz również zyskał oficjalną skróconą nazwę – Fundusz Sprawiedliwości.
Fundusz stał się przedmiotem politycznych kontrowersji ze względu na powiązania jego beneficjentów z politykami Suwerennej Polski. Ponadto ze środków funduszu sfinansowano zakup oprogramowania Pegasus, które posłużyło m.in. do podsłuchiwania polityków ówczesnej opozycji przez władzę. Rozmowy polityków Suwerennej Polski dotyczące klucza przyznawania dotacji z Funduszu oraz występujących w tym procesie nieprawidłowości zostały nagrane i częściowo opublikowane w mediach przez byłego dyrektora Departamentu Funduszu Sprawiedliwości w Ministerstwie Sprawiedliwości Tomasza Mraza.  
W marcu 2025 minister sprawiedliwości Adam Bodnar wezwał 8 podmiotów do zwrotu blisko 90 mln zł nienależnie pobranych dotacji. Organizacje, które wytypowano do oddania dotacji, miały otrzymać środki z Funduszu Sprawiedliwości, mimo że nie spełniały wymaganych kryteriów lub przeznaczały pieniądze na cele odmienne od tych, które finansować miał Fundusz. Są to: 
- Fundacja Profeto – zwrot 66 mln 87 tys. 467 zł
- Fundacja Mocni w Duchu – zwrot 9 mln zł
- Stowarzyszenie Fidei Defensor – zwrot 3 mln 802 tys. 665 zł

- Fundacja Centrum Pomocy Pokrzywdzonym i Prewencji Przestępczości – zwrot 3 mln 435 tys. 534 zł
- Fundacja Instytut Praworządności – zwrot 2 mln 761 tys. 701 zł
- Fundacja św. Benedykta – zwrot 2 mln 138 tys. 76 zł
- Fundacja RTCK – Rób To Co Kochasz – zwrot 1 mln 464 tys. 200 zł
- Fundacja Instytut Suwerenności i Dziedzictwa w Europie – zwrot 638 tys. 328 zł[7].